# 超人进行时
《超人进行时》是漫画团队“凹凸漫”根据廣東省中山市各个镇区特点进行创作的漫画作品。凹凸漫工作室主策古腾飞表示，他们因为发现不少人对中山文化不熟悉，因此想创作本漫画，通过它来讲述中山特色。該作品讲述的是一群少年被“孙中山爷爷”选中，成为中山本土文化的守护者。

## 人物
沙溪靓靓超人、三乡濑粉超人、石岐乳鸽超人、小榄菊花超人、古镇灯饰超人、东升脆肉鲩超人、南头电器超人、黄圃腊味超人及横栏花木超人等。